# Mars 1981

## Événements
- 7 mars (Rallye automobile) : arrivée du Rallye du Portugal.

- 10 mars : Yitzhak Shamir ministre des Affaires étrangères en Israël.

- 15 mars, (Formule 1) : Grand Prix automobile de la côte Ouest des États-Unis.

- 21 mars : Roberto Eduardo Viola, président de l’Argentine (fin le 11 décembre).
- 26 mars : scission au sein du parti travailliste au Royaume-Uni. Formation du Social Democratic Party (fin en 1988).
- 29 mars, (Formule 1) : Grand Prix automobile du Brésil.

- 30 mars : tentative d’assassinat contre Ronald Reagan à Washington.

## Naissances
- 1er mars : Robinson Stévenin, acteur français.
- 3 mars : Justin Gabriel  catcheur sud-africain actuellement employé a la WWE.
- 6 mars : Ellen Muth, actrice américaine.
- 7 mars : Arnaud Cosson, humoriste français.
- 10 mars : Samuel Eto’o, ancien footballeur international camerounais professionnel.
- 11 mars : Russell Lissack, guitariste anglais du groupe Bloc Party.
- 12 mars : Aaron Harper, joueur de basket-ball américain († 3 novembre 2023).
- 13 mars : Ryan Jones, rugbyman gallois.
- 15 mars :
  - Gaby Ahrens, tireuse sportive namibienne.
  - Young Buck, rappeur américain.
  - Abdelhalim Guidouh, footballeur algérien.
  - Brice Guyart, escrimeur français.
  - Viktoria Karpenko, gymnaste artistique ukrainienne et bulgare.
  - Jens Salumäe, sauteur à ski et coureur du combiné nordique estonien.
  - Brigitte Yagüe, taekwondoïste espagnole.
- 17 mars : Leslie Barbara Butch, DJ française.
- 18 mars : 
  - Mona Achache réalisatrice, scénariste et actrice française.
  - Leslie Djhone, athlète français.
  - Fabian Cancellara, cycliste suisse.
- 21 mars : Pauline Lefèvre, animatrice de télévision française.
- 25 mars : Casey Neistat, cinématographe.
- 26 mars : Jay Sean, chanteur indien & anglais.
- 27 mars : Quim Gutiérrez, acteur espagnol.

## Décès
- 1er mars : Gazanfar Khaligov, peintre soviétique (° 12 décembre 1898).
- 2 mars : Krum Lekarski, cavalier bulgare (° 5 mai 1898).
- 3 mars : William S. Burroughs Jr., écrivain américain  (° 21 juillet 1947).
- 11 mars : Kazimierz Kordylewski, astronome polonais (° 11 octobre 1903).
- 15 mars : René Clair, réalisateur français (° 1898).